# Christian Beijer
Christian Beijer, född 6 maj 1962 i Sundsvall, är en svensk målare.
Beijer växte upp i Norrliden. I mitten av 1980-talet startade han sitt eget klädmärke men lade ned detta i samband med att hans första barn föddes 1989. Under en resa till Brasilien i början av 1990-talet började han istället fokusera på målandet.
År 1999 hängdes hans tavla Guardian Angels upp i Gustav Adolfs kyrka, Sundsvall. Tavlan stals 2013 men sedan 2017 hänger hans uppföljare, Guardian Angels II, i kyrkan. År 2023 invigdes hans verk Enlightenment som hänger i Timrå kyrka.
Han har formgivit två vodkaflaskor, den norska Heavy Water och den svenska DQ Vodka.